# Веллінг (Оклахома)
Веллінг (англ. Welling) — переписна місцевість (CDP) в США, в окрузі Черокі штату Оклахома. Населення — 781 особа (2020).

## Географія
Веллінг розташований за координатами 35°51′3″ пн. ш. 94°50′33″ зх. д. / 35.85083° пн. ш. 94.84250° зх. д. (35.850773, -94.842592).  За даними Бюро перепису населення США в 2010 році переписна місцевість мала площу 76,68 км², з яких 76,30 км² — суходіл та 0,38 км² — водойми.

## Демографія
Згідно з переписом 2010 року, у переписній місцевості мешкала 771 особа в 288 домогосподарствах у складі 196 родин. Густота населення становила 10 осіб/км².  Було 345 помешкань (4/км²).
Расовий склад населення:
| - 47,7 % — білих - 33,7 % — корінних американців - 0,6 % — чорних або афроамериканців |

До двох чи більше рас належало 17,3 %. Частка іспаномовних становила 2,9 % від усіх жителів.
За віковим діапазоном населення розподілялося таким чином: 28,0 % — особи молодші 18 років, 61,6 % — особи у віці 18—64 років, 10,4 % — особи у віці 65 років та старші. Медіана віку мешканця становила 35,9 року. На 100 осіб жіночої статі у переписній місцевості припадало 100,8 чоловіків;  на 100 жінок у віці від 18 років та старших — 104,8 чоловіків також старших 18 років.
Середній дохід на одне домашнє господарство  становив 54 068 доларів США (медіана — 42 250), а середній дохід на одну сім'ю — 61 934 долари (медіана — 54 034). За межею бідності перебувало 9,2 % осіб, у тому числі 0,0 % дітей у віці до 18 років та 15,7 % осіб у віці 65 років та старших.
Цивільне працевлаштоване населення становило 343 особи. Основні галузі зайнятості: освіта, охорона здоров'я та соціальна допомога — 19,8 %, публічна адміністрація — 17,8 %, сільське господарство, лісництво, риболовля — 15,7 %, роздрібна торгівля — 13,7 %.